# Ioan Mihu
Ioan Mihu (n. 17 octombrie 1854, Vinerea, Județul Hunedoara, Regatul Ungariei – d. 2 iulie 1927, Orăștie, Regatul României) a fost un deputat în Marea Adunare Națională de la Alba Iulia, organismul legislativ reprezentativ al „tuturor românilor din Transilvania, Banat și Țara Ungurească”, cel care a adoptat hotărârea privind Unirea Transilvaniei cu România, la 1 decembrie 1918 .

## Biografie
Ioan Mihu a provenit din țărani fruntași în comuna Vinerea de lângă istoricul "Câmp al Pânei" - județul Hunedoara — la 17 octombrie 1854. Studiile primare și secundare le desăvârșește la Școala de obște din comună și la Orăștie, apoi la liceul din Sibiu și în sfârșit dreptul - își ia doctoratul în anul 1883 - la Universitățile din Graz și Budapesta. Fiul de țăran vorbind pe lângă limba sa maternă cu ușurință și limbile maghiară, germană și franceză - după un stagiu de adjunct la Tribunalul din Deva - deveni prin anii 1883 un manierat și distins avocat român în Orăștie, cel mai apropiat oraș de moșia părintească, într-un ținut curat românesc. Acestui orășel îi va da, peste doi ani numai, la 1885, o bancă românească: "Ardeleana", înființând alăturea de ea o serie de instituțiuni și reuniuni cu destinația de a servi diferite resorturi ale vieții culturale, economice și sociale ale Românilor din ținutul său natal. În timpul directoratului său la "Ardeleana" (1885 — 1901) Mihu ajunge să conducă toată mișcarea românească din regiunea Orăștiei: Președinte al comitetului parohial și al "Societății de lectură a intelectualilor români" din Orăștie, director al Asociațiunii culturale "Astra" din loc, membru al Sinodului arhidiecezan al Românilor ortodocși din Transilvania și Banat și asesor al Consistorului bisericesc din Sibiu (secțiunea școlară), președinte al "Reuniunii Economice", al cărei scop a fost să servească progresul agricol, industrial și comercial al Românilor din județul Hunedoara, președinte al Partidului Național din Orăștie și membru "virilist" al congregației județene — funcțiuni pe care le-a purtat cu multă demnitate, îndrumând cu cuvântul și ajutând cu fapta..

## Activitatea politică
Dintre multiplele domenii în care se poate urmări acțiunea lui Mihu, până în 1901, cel mai sărac e cel politic. Totuși dintre manifestațiunile naționale ce s-au ținut sub conducerea sa, trebuesc amintite, mai ales, două: adunarea de protest a tuturor alegătorilor români din județul Hunedoarei, ținută în 20 februarie 1891 împotriva legii ungurești pentru înființarea "azilelor de copii" — prin care se urmărea maghiarizarea Românilor încă din copilărie — și, apoi, încheierea unui acord între Românii, Sașii și Ungurii din orașul Orăștie — respectat multă vreme — cu scopul de a crea un "modus vivendi" între aceste trei naționalități..
Ca deputat în Adunarea Națională din 1 decembrie 1918 a fost delegat al cercului electoral Orăștie. După 1918, Ion Brătianu i-a cerut colaborarea la guvern, iar Regele întregitor de țară l-a decorat în 1922 cu Coroana României în cel mai mare grad, gradul de Mare Cruce..

## Moartea
După aceste distincțiuni înalte Dr. Ioan Mihu n-a mai trăit mult, stingându-se cu puține zile înainte de regele unificator, la 2 iulie 1927, în casa sa din Orăștie. Este înmormântat la 4 iulie în cimitirul ortodox din comuna sa natală, alături de părinți și fratele său mai mic, Simion. Prin testament și-a lăsat averea întreagă în grija Mitropoliei ortodoxe pentru o fundațiune cu scopuri culturale și economice. După aceste distincțiuni înalte, dr. Ioan Mihu n-a mai trăit mult, stingându-se cu puține zile înainte de regele unificator, la 2 iulie 1927, în casa sa din Orăștie. Este înmormântat la 4 iulie în cimitirul ortodox din comuna sa natală, alături de părinți și fratele său mai mic, Simion. Prin testament și-a lăsat averea întreagă în grija Mitropoliei ortodoxe pentru o fundațiune cu scopuri culturale și economice.

## Lectură suplimetară
- Daniela Comșa, Eugenia Glodariu, Maria M. Jude, Clujenii și Marea Unire, Muzeul Național Transilvania, Cluj-Napoca, 1998
- Florea Marin, Medicii și Marea Unire, Editura Tipomur, Târgu Mureș, 1993
- Silviu Borș, Alexiu Tatu, Bogdan Andriescu, (coord.), Participanți din localități sibiene la Marea Adunare Națională de la Alba Iulia din 1 decembrie 1918, Editura Armanis, Sibiu, 2015